# Mesoligia reisseri
Mesoligia reisseri är en fjärilsart som beskrevs av Karl Schawerda 1932. Mesoligia reisseri ingår i släktet Mesoligia och familjen nattflyn. Inga underarter finns listade i Catalogue of Life.